# Four Minute Men

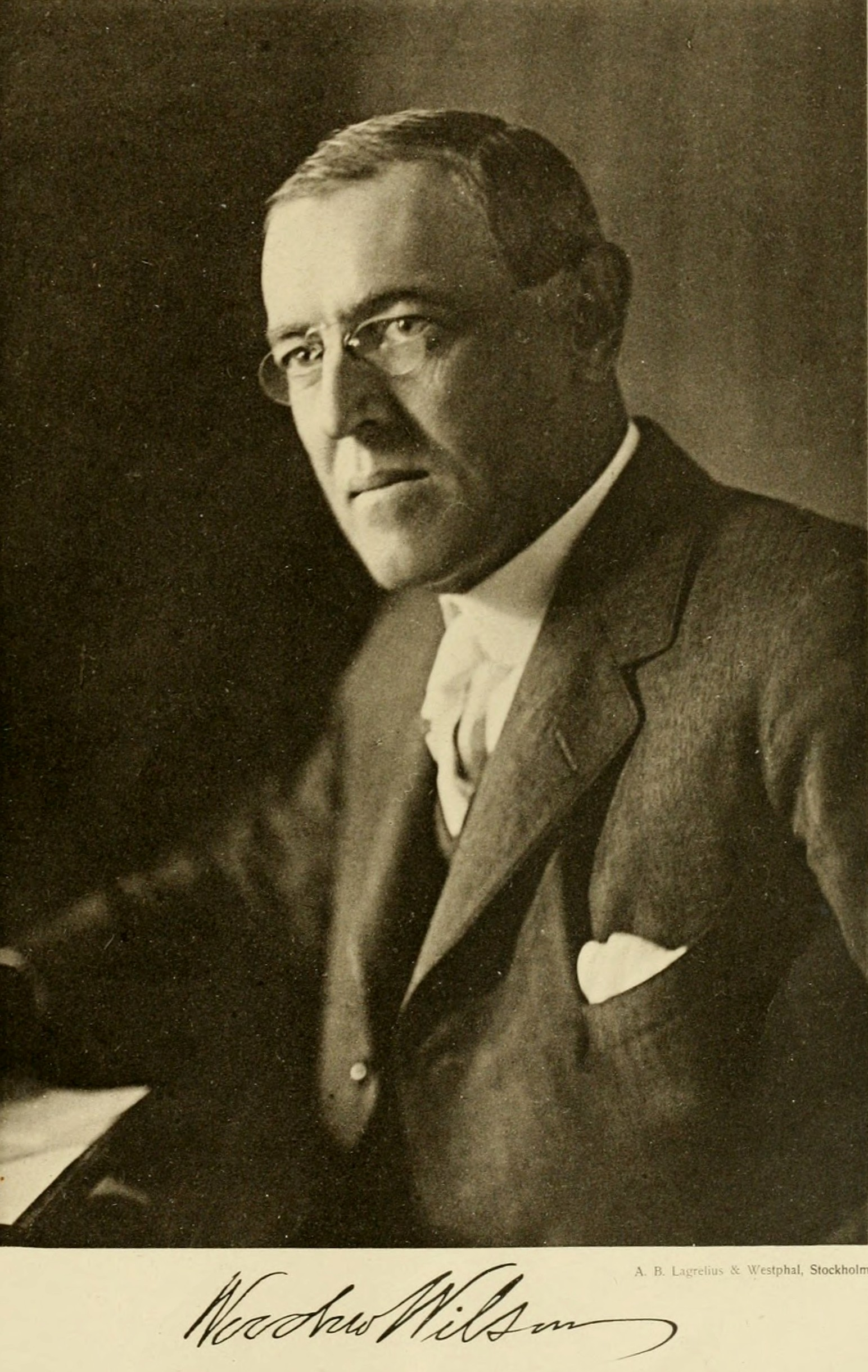
US-Präsident Woodrow Wilson 1919

Die Four Minute Men waren eine Gruppe Freiwilliger, die von US-Präsident Woodrow Wilson ausgewählt wurden, um vierminütige Reden mit den Themen vom Committee on Public Information zu halten. Die Reden handelten von amerikanischen Erfolgen im Ersten Weltkrieg und wurden hauptsächlich während der vierminütigen Pausen, die beim Wechseln der Filmrollen entstanden, landesweit in Kinos vorgetragen.
Rund 75.000 freiwillige Redner waren zwischen 1917 und 1918 landesweit im Einsatz. In insgesamt 5.200 Gemeinden wurden 755.190 Four-Minute Speeches (Vier-Minuten-Reden) gehalten und über 11 Millionen Zuhörer erreicht.

## Geschichte
Eine Woche nach dem Eintritt der Vereinigten Staaten in den Ersten Weltkrieg wurde von Präsident Woodrow Wilson die Propagandaorganisation Committee on Public Information (CPI) (Komitee für Öffentlichkeitsinformation) gegründet, ausgearbeitet vom Civilian Chairman (Bürgerverter) George Creel und den Ministern für Äußeres (secretary of state), Krieg (war) und Marine (navy). Das Ziel der Organisation war, die allgemeine Meinung in den Vereinigten Staaten zu ändern und der Welt zu zeigen, dass man als Verbündeter auftritt. Das oberste Gebot des CPI war, so viele Menschen wie möglich über alle verfügbaren Medien zu erreichen. Das CPI wurde in eine Domestic Section (Inlandsabteilung) und in eine Foreign Section (Auslandsabteilung) geteilt. Der Domestic Section gehörten außer den Four Minute Men auch die division of news (Nachrichtenabteilung), die division of civic and educational cooperation (Bürger- und Pädagogik-Abteilung), die division production and distribution (Produktions- und Vertriebsabteilung), die speaking division (Sprecherabteilung), die division of pictorial publicity (Abteilung für bildliche Werbung), die division of advertising (Werbungsabteilung), die film division (Filmabteilung), das Official Bulletin (Amtliche Bekanntmachung), das service bureau (Service-Büro), die division of exhibits and state fairs (Abteilung für Ausstellungen und Messen), die division of women’s war work (Abteilung für Frauenarbeit im Krieg), das cartoon bureau (Karikaturen-Büro), die division of syndicate features (Abteilung für Interessenvertretung), die division of business management (Abteilung für Betriebswirtschaft) und die division of work with the foreign born (Abteilung für die Arbeit mit Immigranten) an.
Die erste Four-Minute Speech wurde laut George Creel von Donald Ryerson im Theater von Chicago gehalten. Spätestens am 22. Mai 1917 erhielten die Four Minute Men das Bulletin No. 1 (die erste Bekanntmachung) mit den ersten formalen Instruktionen, ihre Reden zu halten. Anfangs wurden die Reden nur in Theater- und Kino-Pausen, neben Volkstreffen, in Arbeiter-Gewerkschaften und in sozialen Hilfsorganisationen gehalten. Später erreichten die Redner nahezu jede größere Versammlung, wie z. B. in Kirchen, bei Sonntagsschulen, in Synagogen, in Frauen-Clubs, in Schulen, in Gutshöfen, in Holzfäller-Lagern und auch in Indianerreservaten. Bald waren in ganz Amerika 15.000 freiwillige Four Minute Men rekrutiert. Die Zahl stieg bis 75.000 an, kurz vor dem Waffenstillstand. Dabei erreichten sie über 300 Millionen Zuhörer in allen US-Staaten und -Gebieten.

## Organisation
In jedem Staat gab es einen Chairman (Vorsitzenden) der Four Minute Men in Kooperation mit den Verteidigungs-Staatsräten, den öffentlichen Sicherheitsausschuss, Handelskammern und anderen anerkannten öffentlichen Einrichtungen. Der Chairman wurde vom Direktor ernannt. In jeder Stadt oder Gemeinde, in der diese Arbeit organisiert wurde, gab es einen einheimischen Four Minute Man, der vom Staatschairman ernannt wurde. Diese Ernennung wurde vom Direktor von Washington überprüft. Der einheimische Chairman schrieb eine ausreichende Anzahl an freiwilligen Sprechern als Four Minute Men ein, um die Kinos in seiner Stadt oder Gemeinde abzudecken. Der Staats-Chairman, der einheimische Chairman und die Sprecher wurden von standardisierten Anweisungen gesteuert, die vom Direktor in Washington ausgestellt wurden. Einzelne Sprecher bekamen Spezialanweisungen der einheimischen Chairmen. Die wichtigste Aufgabe der einheimischen Chairmen war das Auswählen der Sprecher. Die Chairmen wurden gewarnt, keine ortsbekannten Sprecher auszuwählen, weil diese an längere Reden mit Platz für Anekdoten gewöhnt waren. Ihre Aufgabe war ebenfalls zu prüfen, ob die Sprecher ihre Botschaft in dieser Frist ablieferten. Man sagt, dass die Strafen schwer waren, wenn man seine Ansprache versäumte, eine Parteiinformation einbrachte, oder es einem an Zurückhaltung und guten Manieren mangelte.

## Mitteilungen des CPI
Die sogenannten Bulletins (Mitteilungen, Bekanntmachungen) wurden vom CPI an die Four Minute Men ausgesendet. Darin waren die Themen enthalten, über die gesprochen werden sollte.
| Themen-Aussendungen                   |                                              | Erscheinungszeitraum |               |      |
| Englisch                              | Deutsch                                      | Anfang               | Ende          | Jahr |
| ------------------------------------- | -------------------------------------------- | -------------------- | ------------- | ---- |
| Universal Service by selective Draft  | Universaldienst durch ein gezieltes Konzept  | 12. Mai              | 21. Mai       | 1917 |
| First Liberty Loan                    | Erste Freiheitsanleihe                       | 22. Mai              | 15. Juni      | 1917 |
| Red Cross                             | Rotes Kreuz                                  | 18. Juni             | 25. Juni      | 1917 |
| Organization                          | Organisation                                 | 25. Juni             | -             | 1917 |
| Food Conservation                     | Lebensmittel Konservierung                   | 1. Juli              | 14. Juli      | 1917 |
| Why we are Fighting                   | Warum wir kämpfen                            | 23. Juli             | 5. August     | 1917 |
| The nation in Arms                    | Die Nation in Waffen                         | 6. August            | 26. August    | 1917 |
| The Importance of Speed               | Die Wichtigkeit der Geschwindigkeit          | 19. August           | 26. August    | 1917 |
| What our Enemy really is              | Was unser Feind wirklich ist                 | 27. August           | 23. September | 1917 |
| Unmasking German Propaganda           | Aufdecken der deutschen Propaganda           | 27. August           | 23. September | 1917 |
| Onward to Victory                     | Vorwärts zum Sieg                            | 24. September        | 27. Oktober   | 1917 |
| Second Liberty Loan                   | Zweite Friedensanleihe                       | 8. Oktober           | 28. Oktober   | 1917 |
| Food Pledge                           | Lebensmittel Versprechen                     | 29. Oktober          | 4. November   | 1917 |
| Maintaining Morals und Morale         | Aufrechterhaltung von Sitten und Moral       | 12. November         | 25. November  | 1917 |
| Carrying the Message                  | Die Botschaft überbringen                    | 26. November         | 22. Dezember  | 1917 |
| War Savings Stamps                    | Kriegsrabattmarken                           | 2. Jänner            | 29. Jänner    | 1918 |
| The Shipbuilder                       | Der Schiffsbauer                             | 28. Jänner           | 9. Februar    | 1918 |
| Eyes for the Navy                     | Augen für die Marine                         | 11. Februar          | 16. Februar   | 1918 |
| The Danger to Democracy               | Die Gefahr der Demokratie                    | 18. Februar          | 10. März      | 1918 |
| Lincoln’s Gettysburg Adress           | Lincolns Gettysburg-Adresse                  | 12. Februar          | -             | 1918 |
| The Income Tax                        | Die Einkommensteuer                          | 11. März             | 16. März      | 1918 |
| Farm and Garden                       | Landwirtschaft und Garten                    | 25. März             | 30. März      | 1918 |
| President Wilson's Letter to Theaters | Präsident Wilson's Brief an Theater          | 31. März             | 5. April      | 1918 |
| The Liberty Loan                      | Die Freiheitsanleihe                         | 6. April             | 4. Mai        | 1918 |
| Organization                          | Organisation (Wiederveröffentlicht)          | 23. April            | -             | 1918 |
| Second Red Cross Campaign             | Zweite Rotes Kreuz Kampagne                  | 13. Mai              | 15. Mai       | 1918 |
| Danger to America                     | Gefahr für Amerika                           | 27. Mai              | 12. Juni      | 1918 |
| Second War Savings Campaign           | Zweite Kriegs-Sparkampagne                   | 24. Juni             | 28. Juni      | 1918 |
| The Meaning of America                | Die Bedeutung von Amerika                    | 29. Juni             | 27. Juli      | 1918 |
| Mobilizing Amerika's Man Power        | Mobilisierung amerikanischer Kräfte          | 29. Juli             | 27. August    | 1918 |
| Where Did You Get Your Facts?         | Woher bekommst du deine Informationen?       | 26. August           | 7. September  | 1918 |
| Certificates to Theater Members       | Bescheinigungen für Theater Mitglieder       | 9. September         | 14. September | 1918 |
| Register                              | Verzeichnis                                  | 5. September         | 12. September | 1918 |
| Four-Minute singing                   | Vier-Minuten Gesang (allgemeiner Gebrauch)   | -                    | -             | 1918 |
| Fourth Liberty Loan                   | Vierte Freiheitsanleihe                      | 28. September        | 19. Oktober   | 1918 |
| Food Program for 1919                 | Lebensmittelplan für 1919 (nicht publiziert) | 1. Dezember          | 7. Dezember   | 1918 |
| Fire Prevention                       | Brandschutz                                  | 17. Oktober          | 2. November   | 1918 |
| United War Work Campaign              | Gemeinsame Krieg Arbeits-Kampagne            | 7. November          | 18. November  | 1918 |
| Red Cross Home Service                | Rotes Kreuz Hilfe für zuhause                | 7. Dezember          | -             | 1918 |
| What Have We Won?                     | Was haben wir gewonnen?                      | 8. Dezember          | 14. Dezember  | 1918 |
| Red Cross Christmas Roll Call         | Rotes Kreuz Weihnachtsappell                 | 21. Dezember         | 23. Dezember  | 1918 |
| A Tribute to Allies                   | Eine Ehrung für die Alliierten               | 24. Dezember         | -             | 1918 |

## Die Four-Minute Speeches
Unter den Four-Minute Speeches verstand man die Vierminütigen Reden der Four Minute Men. In den Theaterpausen wurde während der Reden Folgendes auf eine Leinwand projiziert:
4 MINUTE MEN 4
(Copyright, 1917. Trade-mark)
..................   ..........................
(Name of Speaker)
will speak four minutes on a subject of national importance. He speaks under the authority of
THE COMMITTEE ON PUBLIC INFORMATION
GEORGE CREEL, CHAIRMAN
WASHINGTON, D.C.

(Four Minute Men (Copyright, 1917. Eingetragene Marke), der Name des Sprechers, wird vier Minuten über ein national wichtiges Thema sprechen. Er spricht im Auftrag des Komitees für Öffentlichkeitsinformation, George Creel, Vorsitzender, Washington D.C.)

### Beispiele
„Ladies and Gentlemen:
I have just received the information that there is a German spy among us – a German spy watching us.
He is around, here somewhere, reporting upon you and me – sending reports about us to Berlin and telling the Germans just what we are doing with the Liberty Loan. From every section of the country these spies have been getting reports over to Potsdam – not general reports but Details – where the loan is going well and where its success seems weak, and what people are saying in each community.
For the German Government is worried about our great loan. Those Junkers fear its effect upon the German morale. They’re raising a loan this month, too.
If the American people lend their billions now, one and all with a hip-hip-hurrah, it means that America is united and strong. While, if we lend our money half-heartedly, America seems weak and autocracy remains strong.
Money means everything now; it means quicker victory and therefore less bloodshed. We are in the war, and now Americans can have but one opinion, only one wish in the Liberty Loan.
Well, I hope these spies are getting their messages straight, letting Potsdam know that America is hurling back to the autocrats these answers:
For treachery here, attempted treachery in Mexico, treachery everywhere – one billion.
For murder of American women and children – one billion more.
For broken faith and promise to murder more Americans – billions and billions more.
And then we will add:
In the world fight for Liberty, our share – billions and billions and billions and endless billions.
Do not let the German spy hear and report that you are a slacker.“

„Meine Damen und Herren:
Ich habe gerade erfahren, dass da ein deutscher Spion unter uns ist – ein deutscher Spion beobachtet uns.
Er ist hier, hier irgendwo, berichtet über dich und mich – sendet seine Berichte über uns nach Berlin und erzählt den Deutschen einfach, was wir mit der Freiheitsanleihe machen. Aus allen Regionen des Landes haben Spione solche Berichte nach Potsdam geschickt – keine allgemeinen Berichte, aber Details – wo die Anleihe gut läuft und wo ihr Erfolg schwach scheint, und was die Leute in jeder Gemeinde sagen.
Die Deutsche Regierung macht sich Sorgen um unsere großartige Anleihe. Diese Junker fürchten sich von dem Effekt auf die deutsche Moral. Sie erheben diesen Monat ebenfalls eine Anleihe.
Wenn die Amerikaner ihre Milliarden jetzt verleihen, Einer und Alle mit einem Hip-Hip-Hurrah, das bedeutet, dass Amerika vereint und stark ist. Solange wir unser Geld halbherzig verleihen, scheint Amerika schwach und die Alleinherrschaft bleibt stark.
Geld bedeutet jetzt alles, es bedeutet einen schnelleren Sieg und weniger Blut vergießen. Wir sind im Krieg, und Amerikaner haben nur eine Meinung, der einzige Wunsch ist die Friedensanleihe.
Gut, ich hoffe, diese Spione haben die Nachricht verstanden, lasst Potsdam wissen, dass Amerika den Autokraten diese Antworten zurückschleudert.
Für Verrat hier, versuchten Verrat in Mexiko, Verrat überall – eine Milliarde.
Für Mord an amerikanischen Frauen und Kindern – eine Milliarde mehr.
Für gebrochenes Vertrauen und das Versprechen, noch mehr Amerikaner zu töten – Milliarden und Milliarden mehr.
Und dann fügen wir noch hinzu:
Im Welt-Kampf für den Frieden, unsere Aktie – Milliarden und Milliarden und Milliarden und unendlich Milliarden.
Lasst den deutschen Spion nicht hören und berichten, dass Sie ein Drückeberger sind.)“

„I Am
I am the man who speaks throughout the length and breadth of our country.
I look east out past the Statue of Liberty toward the flaming battle line.
The sun sets in the Pacific as I work along our western shores.
The Southland hears my call, Canada knows I am her friend.
I am in the War Department, the Treasury, the cantonments, factories, and shipyards, in the busy city office, and in the country store beside the cracker barrel.
I am on active duty every evening.
I see the city’s dazzling lights and the country’s twinkling lamps.
I am poor and rich, young and old.
I build morale and confidence in the right.
I defeat fear, mistrust, and ignorance.
Lies are cut down and fall naked before my sword.
False rumor flies before the searchlight of my truth as does the mist at sunrise.
I make clear the issues so that all may know and understand.
It is my duty “to hold unbroken the inner lines,” [and] “to inspire to highest action and noblest sacrifice.”
I am everywhere helping to win this greatest of wars and to save the world for God and man.
I am here to stay on duty until the fight is won.
I am the Four Minute Man.“

„(Ich bin
Ich bin der Mann, der durch die Länge und Breite des Landes spricht.
Ich schaue in den Osten über die Freiheitsstatue in Richtung der brennenden Gefechts-Front.
Die Sonne geht im Pazifik unter, als ich entlang des Westufers arbeite.
Der Süden hört meinen Ruf, Kanada weiß, ich bin ihr Freund.
Ich bin die Kriegsdienststelle, das Finanzministerium, die Unterkünfte, Fabriken und Werften, im beschäftigten Stadt-Büro und im Dorfladen neben dem Holzfass.
Ich bin im aktiven Dienst jeden Abend.
Ich sehe die blendenden Lichter der Stadt und die funkelnden Leuchten des Landes.
Ich bin arm und reich, jung und alt.
Ich rücke Moral und Vertrauen ins Rechte.
Ich bekämpfe Angst, Misstrauen und Ungewissheit.
Lügen werden abgeschnitten und fallen nackt unter mein Schwert.
Falsche Gerüchte fliehen vor meinem Suchlicht der Wahrheit, wie der Nebel bei Sonnenaufgang.
Ich erkläre die Probleme, so dass es alle verstehen und wissen.
Es ist meine Pflicht, "ungebrochen die inneren Linien zu halten", [und] "um die größte Wirkung zu erzielen und das höchste Opfer zu bringen."
Ich bin überall, um zu helfen, den größten der Kriege zu gewinnen und die Welt für Gott und den Menschen zu retten.
Ich bin hier im Dienst, bis der Kampf gewonnen ist.
Ich bin der Four Minute Man.“

## Bekannte Four Minute Men

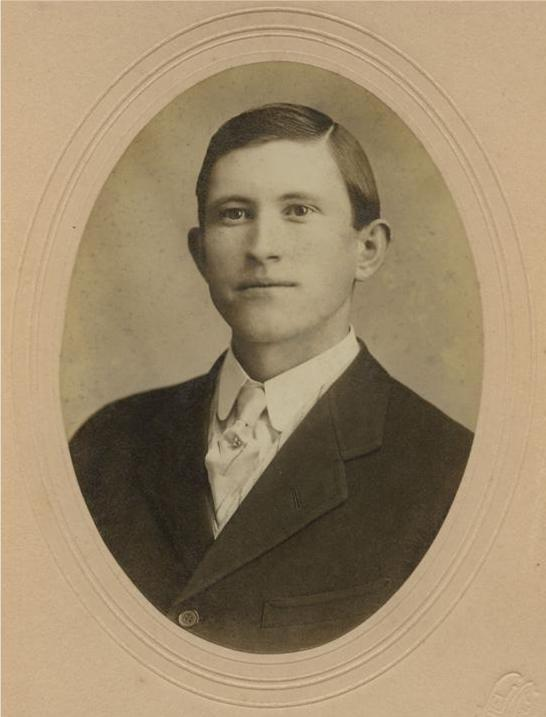
Lambert Estes Gwinn - Berühmter Four Minute Men aus Covington, Tennessee

- Lambert Estes Gwinn, Politiker, Anwalt und Staatssenator (1919–1921) aus Covington, Tennessee[8]
- Benjamin Newhall Johnson, Anwalt und Historiker aus Lynn, Massachusetts[9]
- Otto J. Zahn, Politiker aus Südkalifornien[10]
- Charlie Chaplin, ein berühmter Komiker